# Onthophagus flavicornis
Onthophagus flavicornis är en skalbaggsart som beskrevs av Ernst Friedrich Germar 1824. Onthophagus flavicornis ingår i släktet Onthophagus och familjen bladhorningar. Inga underarter finns listade i Catalogue of Life.